# 阿尔蒂格米
阿尔蒂格米（法語：Artiguemy，法語發音：[aʁtiɡmi]）是法国上比利牛斯省的一个市镇，位于该省中部，属于巴涅尔德比戈尔区。

## 地理
阿尔蒂格米（43°7'37"N, 0°14'47"E）面积2.97 平方千米，位于法国奧克西塔尼大區上比利牛斯省，该省份为法国西南部内陆省份，北至热尔省，西接大西洋比利牛斯省，南与西班牙接壤，东临上加龙省。
与阿尔蒂格米接壤的市镇（或旧市镇、城区）包括：谢勒-斯普、博讷马宗、锡约塔、古尔格、莫沃赞。

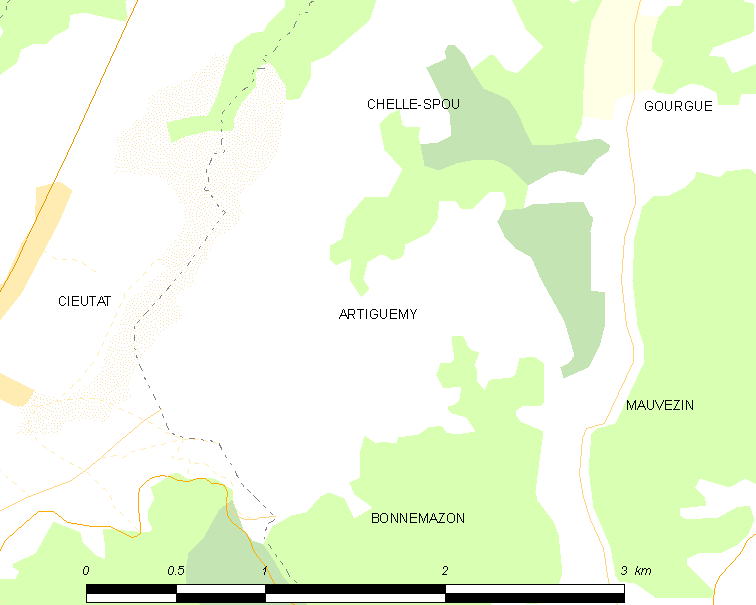
阿尔蒂格米的OSM定位图

阿尔蒂格米的时区为UTC+01:00、UTC+02:00（夏令时）。

## 行政
阿尔蒂格米的邮政编码为65130，INSEE市镇编码为65037。

## 政治
阿尔蒂格米所属的省级选区为阿罗斯河与巴伊斯河谷县。

## 人口

1962-2008年间阿尔蒂格米人口变化图示

阿尔蒂格米于2022年1月1日时的人口数量为84人。